# 爱德蒙·德堡玛舍

德堡玛舍在第戎的牌匾

爱德蒙·德堡玛舍（法語：Edmond Debeaumarché，1906年12月15日—1959年3月28日）是一位法国的邮政员工，曾在二战期间参与法國抵抗運動。由于其功劳显赫，德堡玛舍在1960年被死后追加荣誉，出现在了抵抗英雄系列邮票套票当中。

## 所获荣誉

### 法国
- 法國榮譽軍團勳章大军官勋位，1957年[2]
- 法國解放勳章[2]
- 战争十字章 1939年-1945年（英语：Croix de guerre 1939-1945 (France)），带有橄榄枝、银星[2]

### 外国
- 自由奖章 (美国)[2]